# Muanda Nsemi
Muanda Nsemi, que significa “el espíritu creativo” en Kikongo, cuyo verdadero nombre es Zacharie Badiengila (Congo Central, 1946-Kinsasa, 18 de octubre de 2023) fue un político, líder religioso y escritor congoleño, conocido por ser el líder del movimiento político-religioso Bundu dia Kongo. 

## Biografía

### Orígenes, educación e influencias
Ne Muanda Nsemi es originario de la provincia de Kongo Central y reside en Kinshasa. Es químico de formación. Inicialmente se consideró heredero espiritual de Simon Kimbangu, predicador y profeta del movimiento religioso kimbanguista. Posteriormente se definió como heredero político de Joseph Kasa-Vubu, autonomista y partidario de la resurrección del Kongo del siglo XV. Sus dos mentores, como él, proceden del antiguo Bajo Congo.

### Carrera política
Creó su movimiento político en 1969 pero oficialmente en 1986 porque en sus inicios era una simple organización cultural.Escribió varias obras, especialmente en kikongo, incluyendo Mvutu Kua PSV que significa "respuesta al PSV" porque lo acusan de traducir sin autorización expresa los textos de las enseñanzas del PSV para enseñarlos a sus seguidores. Sólo en los años 2000, durante las elecciones legislativas de 2006, se dio a conocer llamando a Joseph Kabila un ruandés que quería monopolizar la República Democrática del Congo. Su movimiento se expandió luego para afrontar cuestiones políticas, desencadenando así los disturbios del Bajo Congo en febrero de 2007. 
Durante varios días se produjo otro enfrentamiento frente a su residencia en Kinshasa que terminó con su detención el 3 de marzo de 2017 y su encarcelamiento en la prisión de Makala en Kinshasa, de donde escapó gracias al apoyo de sus milicianos que abrieron un incendio en el centro penitenciario de Makala.  
Luego desapareció durante mucho tiempo, a veces haciéndose pasar por muerto, reapareció en 2019 durante el reinado de Félix Tshisekedi  con la esperanza de obtener una amnistía a través de Joseph Olenghankoy, atacó de nuevo al nuevo presidente electo, acusándolo de casarse con una ruandesa. Reabrirá otro atentado esta vez en marzo de 2020, pero también en diferentes ciudades de la provincia del Kongo Central, y acaba siendo detenido en abril e ingresado en el centro neuropsicopatológico de Kinshasa, alegarán algunos diputados. a su favor y finalmente será liberado tras largas negociaciones, reconociendo a Félix Tshisekedi, pidiendo disculpas a la primera dama. 

## Obras
- Ne Muanda Nsemi (Bundu dia Kongo) (1998). Puissance spirituelle du verbe (Congo) (en kongo). Kinshasa: Ndietika Mpolo Ngimbi. p. 32. OCLC 77781332.